# Феррейра Ботельо, Фернандо
Ферна́ндо Ферре́йра Боте́льо (порт.-браз. Fernando Ferreira Botelho), более известный по прозвищу Фернанди́ньо (порт.-браз. Fernandinho) (2 марта 1913, Рио-де-Жанейро — 28 июля 2018, там же) — бразильский футболист, выступавший на позиции вратаря. Последний вратарь-любитель и первый вратарь-профессионал в истории «Фламенго».

## Биография
Фернандиньо стал членом клуба «Фламенго» в 1922 году, спустя три года начал выступать за детские и молодёжные команды этого клуба. Вначале он играл на позиции полузащитника, но вскоре занял место в воротах.
В основном составе «рубро-негрос» дебютировал 20 апреля 1930 года в матче против команды «Сирио Либанес» из северного предместья Рио Тижуки. В этой игре «Фла» уступил с крупным счётом 1:6. По итогам чемпионата штата финишировал на восьмом месте, как раз вслед за «командой сирийцев и ливанцев».
В начале 1930-х годов бразильские клубы стали переходить к профессионализму. В мае 1933 года «Фламенго» провёл свой последний матч в формальном статусе любительского клуба (разгромив «Ривер» со счётом 16:2). Поскольку основным вратарём в команды до 1934 года был Фернандиньо, он стал, таким образом, последним вратарём команды, имевшим статус любителя, и первым — статус профессионала.
2 апреля 1933 года защищал ворота «Фламенго» в первом международном матче в истории клуба — на стадионе «Сентенарио» в Монтевидео его команда обыграла «Пеньяроль» со счётом 3:2.
Параллельно с выступлениями за «Фламенго», поскольку он не был ещё связан контрактными обязательствами, Фернандиньо в 1932—1933 годах выступал в академическом чемпионате для студентов университетов города Рио-де-Жанейро за команду «Медисина и Сируржия» (то есть «Медицина и хирургия»).
Согласно данным «Альманаха „Фламенго“» Роберто Асафа и Кловиса Мартинса, Фернандо Феррейра Ботельо в 1930—1934 годах сыграл за «Фламенго» в 55 матчах, в которых его команда одержала 29 побед, 11 раз сыграла вничью и проиграла 15 матчей. Последний матч за «Фла» Фернандиньо провёл 1 апреля 1934 года — его команда проиграла «Васко да Гаме» со счётом 2:5. Фернандо был вынужден завершить профессиональную карьеру в возрасте 21 года из-за тяжёлой травмы колена. Однако в 1935—1936 годах он выступал за команду «Олимпико» из Бон-Жезус-ду-Итабапуаны, после чего окончательно повесил перчатки на гвоздь.
До последних дней жизни Фернандо Феррейра Ботельо поддерживал связи с «Фламенго», работая в должности пожизненного советника клуба. Также работал в кофейном бизнесе.
29 октября 2015 года Муниципалитет Рио-де-Жанейро присвоил Фернандо Феррейре Ботельо звание почётного жителя города.
Умер 28 июля 2018 года от остановки сердца. Похоронен на кладбище «Сан-Жуан Батиста». У Фернандо остались вдова Алаис, сын Фернандо и внук Фабио.